# 前根明
前根 明 (まえね あきら) は、日本の航空評論家。 元全日空のパイロット。
近年では特に航空事故の研究などで知られ、世界で起きた航空事故の分析を行い、それをまとめて解説した『航空事故ダイジェスト』（全3巻）『事故のモンタージュ』（全7巻）や『事故からの生還』などを「Ｍ」「岡野正治」というペンネームで書いた。

## 主要論文
- 航空機の事故・トラブルに見る事故防止への教訓 (特集 事故・トラブル事例に学ぶ) - 国立国会図書館書誌ID 7753009
- なぜ,なくならぬ航空事故 (特集 多発する事故) - 国立国会図書館書誌ID 5395915
- ツールーズの洋梨 - 日本建築学会